# Тертулиан
Квинт Септимий Флоренс Тертулиан (на латински: Quintus Septimius Florens Tertullianus), или накратко Тертулиан, се смята за баща (основоположник) на латинската теология. Той е апологет и първият автор на християнска литература на латински език.

## Живот
Тертулиан е роден в Картаген (днешен Тунис) като син на римски офицер, около 160 г.. 
Следва класическите дисциплини (граматика, право и реторика) и работи като адвокат. Около 190 г. става християнин и се заселва в Рим. 
Пише на различни теми, като в начало се занимава повече с лични и общи теологични въпроси. През 197 г. пише своите първи апологетични произведения.
Според Йероним Блажени, Тертулиан е основал своя собствена църква. Възгледите, които демонстрира и проповядваният от него строг морал, като забрана на повторен брак след смъртта на партньора, сочат към симпатизиране на учението на монтанистите и предположения, че е принадлежал към тях.
Умира около 240 г. в Картаген.

## Съчинения
- Към народите
- Apologeticum („Апология“)
- За душата
- Adversus Judaeos („Против евреите“)
- Adversus Marcionem („Против Маркион“)
- De Exhortatione Castitatis („За поощрението на целомъдрието“)

## Цитати
- „Човекът не се ражда християнин, но става такъв! ... Гоненията не могат да унищожат християните. Колкото повече ни косите, толкова повече ставаме, защото кръвта на мъчениците е семе, от което поникват нови християни.“ (За душата)
- „certum est, quia impossibile“ („сигурно е, защото е невъзможно“) – за възкресението.